# Юмашев, Андрей Борисович
Андре́й Бори́сович Юма́шев (18 (31) марта 1902; город Санкт-Петербург — 20 мая 1988; город Москва) — Герой Советского Союза (1 сентября 1937), генерал-майор авиации (1943), лётчик-испытатель 1-го класса (1940), член Союза художников СССР (1946).

## Биография
Родился 18 (31) марта 1902 года в Санкт-Петербурге в семье Бориса Петровича Юмашева, служащего. Окончил реальное училище, в 1918 году — классы Общества поощрения художеств. Летом 1918 года работал землемером в Орловской губернии.
В армии с августа 1918 года. С конца 1919 года — курсант 2-х Петроградских артиллерийских курсов. Участник гражданской войны: в октябре 1920-феврале 1921 — боец артиллерийского дивизиона (Южный фронт); участвовал в разгроме войск П. Н. Врангеля и отрядов Н. И. Махно. В 1921 году окончил 7-е Севастопольские артиллерийские курсы. До конца 1922 года служил в артиллерии (в Харьковском военном округе).
В 1923 году окончил Егорьевскую военно-теоретическую авиационную школу, в 1924 году — Борисоглебскую военную авиационную школу лётчиков и Серпуховскую высшую школу воздушного боя, стрельбы и бомбометания. Служил в строевых частях ВВС (в Киевском военном округе). В 1926—1927 — лётчик-инструктор Серпуховской высшей школы воздушного боя, стрельбы и бомбометания.
В 1925 году сконструировал и построил планёр Ю-1, с которым участвовал в 3-х Всесоюзных планёрных состязаниях в Коктебеле. В сентябре 1928 года на планёре «Гамаюн» впервые в стране осуществил парение в термическом потоке; установил 2 всесоюзных планёрных рекорда.
С 1927 года — лётчик-испытатель Научно-испытательного института ВВС. Поднял в небо и провёл испытания экспериментального самолёта «Сталь-6»; принимал участие в государственных испытаниях истребителей И-3, И-4, И-7, разведчиков Р-3, Р-6, Р-7, бомбардировщиков ТБ-1бис, ТБ-3, «Сталь-7», Пе-8, пассажирского самолёта АНТ-9. Установил 3 мировых авиационных рекорда грузоподъёмности на самолёте ТБ-3: 11 сентября 1936 года — высота 8.116 м с грузом 5 тонн, 16 сентября 1936 года — высота 6.605 м с грузом 10 тонн, 20 сентября 1936 года — максимальный груз в 12 тонн, поднятый на высоту 2.000 м.
12-14 июля 1937 года в качестве второго пилота на самолёте АНТ-25 (командир экипажа — М. М. Громов, штурман — С. А. Данилин) совершил беспосадочный перелёт Москва — Северный полюс — Сан-Джасинто (США) протяжённостью 10.148 км по прямой (полётное время — 62 часа 17 минут). Были установлены 3 мировых авиационных рекорда дальности полёта (из них 1 — абсолютный). Весь экипаж (первыми среди отечественных авиаторов) был удостоен медалей де Лаво (награды FAI).
За выполнение перелёта и проявленные при этом мужество и героизм майору Юмашеву Андрею Борисовичу Указом Центрального исполнительного комитета СССР от 1 сентября 1937 года присвоено звание Героя Советского Союза с вручением ордена Ленина. После учреждения знака особого отличия ему 4 ноября 1939 года была вручена медаль «Золотая Звезда».
С 1937 года — лётчик-испытатель ЦАГИ. Участвовал в проведении испытаний экспериментальных высотных самолётов БОК-7 и БОК-15.
Участник советско-финской войны: в январе-феврале 1940 года в составе 85-го бомбардировочного авиационного полка совершил 6 боевых вылетов на ДБ-3.
С марта 1941 года — заместитель начальника Лётно-исследовательского института по лётной части. В июле-августе 1941 года командовал 2-й отдельной истребительной авиационной эскадрильей, принимавшей участие в отражении ночных налётов на Москву. В августе-декабре 1941 года находился в правительственной командировке в США по вопросу приобретения американских самолётов.
Участник Великой Отечественной войны: в январе-феврале 1942 — командир 237-го истребительного авиационного полка (Калининский фронт); в марте-августе 1942 — заместитель командующего 3-й воздушной армией (Калининский фронт); в августе 1942-феврале 1943 — заместитель командующего 1-й воздушной армией (Западный фронт); в марте-июне 1943 — командир 6-го истребительного авиационного корпуса (Центральный фронт). Участвовал в оборонительной операции в районе города Белый, в Ржевской и Курской битвах.
В июле 1943 — марте 1944 года — командующий ВВС Восточного фронта ПВО; в марте-декабре 1944 года — командующий ВВС Южного фронта ПВО. Руководил воздушным прикрытием важнейших объектов Поволжья, Кавказа и Закавказья, коммуникаций и баз снабжения 1-го, 2-го, 3-го и 4-го Украинских фронтов. С февраля 1945 года — начальник Управления истребительной авиации Главного управления боевой подготовки ВВС. Участвовал в подготовке штурма Кёнигсберга и Берлина.
С октября 1946 года генерал-майор авиации А. Б. Юмашев — в запасе. Жил в Москве (продолжительное время жил на даче в Алупке). Занимался художественным творчеством, в 1946 году был принят в Союз художников СССР. Вместе с художником Р. Р. Фальком совершил ряд поездок по Средней Азии, изображая исторические памятники Самарканда и Бухары, портреты людей Востока. Были проведены пять персональных выставок его работ (в Москве (две), Алупке, Обнинске, Сан-Джасинто).
Депутат Верховного Совета СССР 1-го созыва (в 1937—1946 годах).

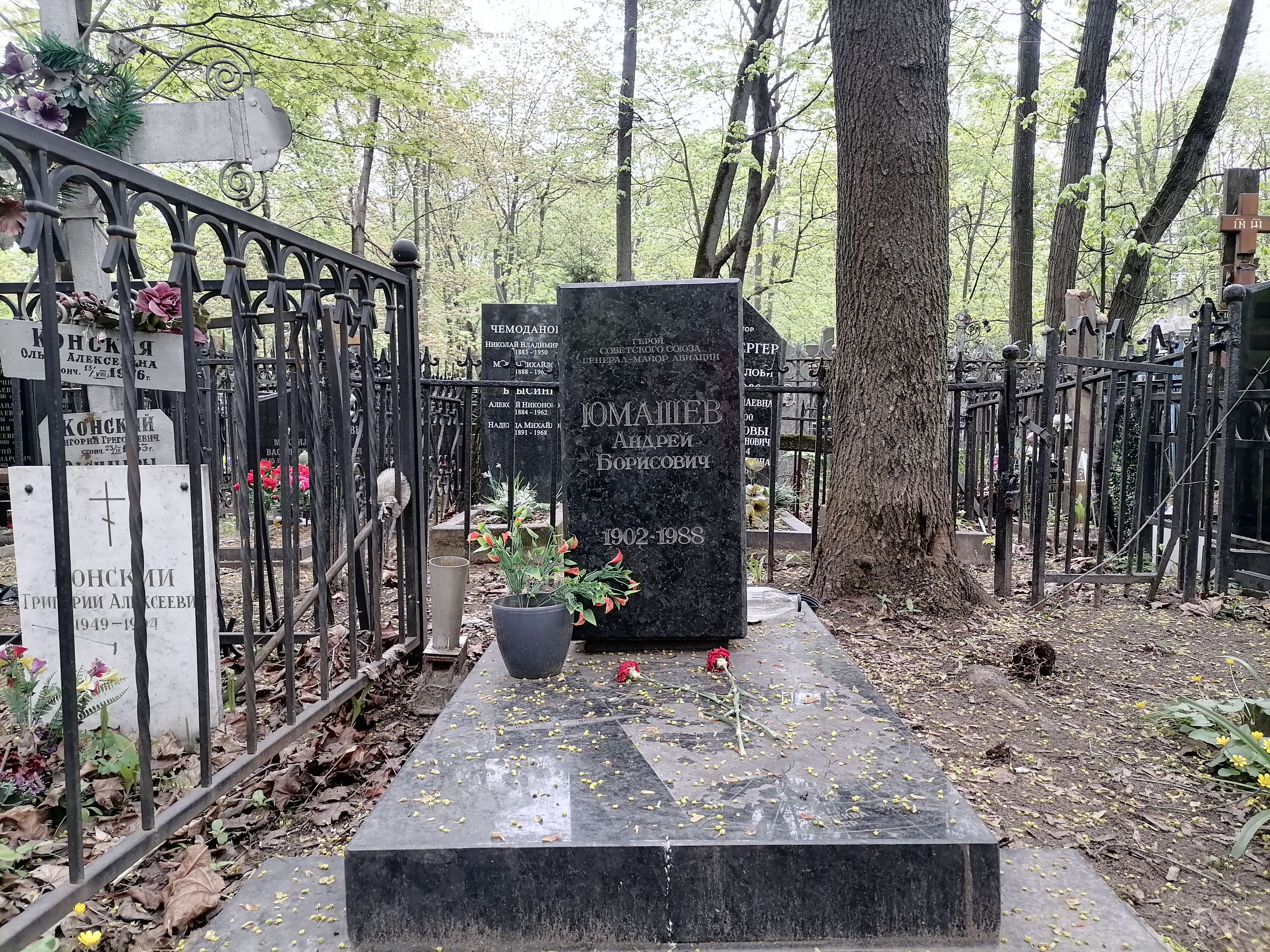
Могила на Ваганьковском кладбище

Умер 20 мая 1988 года. Похоронен на Ваганьковском кладбище (21 уч.).

## Награды
- Герой Советского Союза (1.09.1937);
- два ордена Ленина (1.09.1937, 21.02.1945);
- пять орденов Красного Знамени (21.03.1940, 29.03.1944[2], 3.11.1944, 18.08.1945, 30.08.1945[3]);
- орден Отечественной войны 1-й степени (11.03.1985);
- орден Красной Звезды (17.08.1933);
- медаль «За боевые заслуги» (28.10.1967);
- медаль «За победу над Германией»[4]
- другие медали;
- иностранные награды.

## Память
- Почётный гражданин городов Лос-Анджелес и Сан-Хасинто.
- Именем Юмашева А. Б. названа улица в городе Славянск Донецкой области, Украина
- Улица в городе Первомайск Николаевской области, Украина
- В Москве и в посёлке Чкаловский (в черте города Щёлково Московской области) на домах, в которых он жил, установлены мемориальные доски.

### В филателии

Почтовые марки и конверты
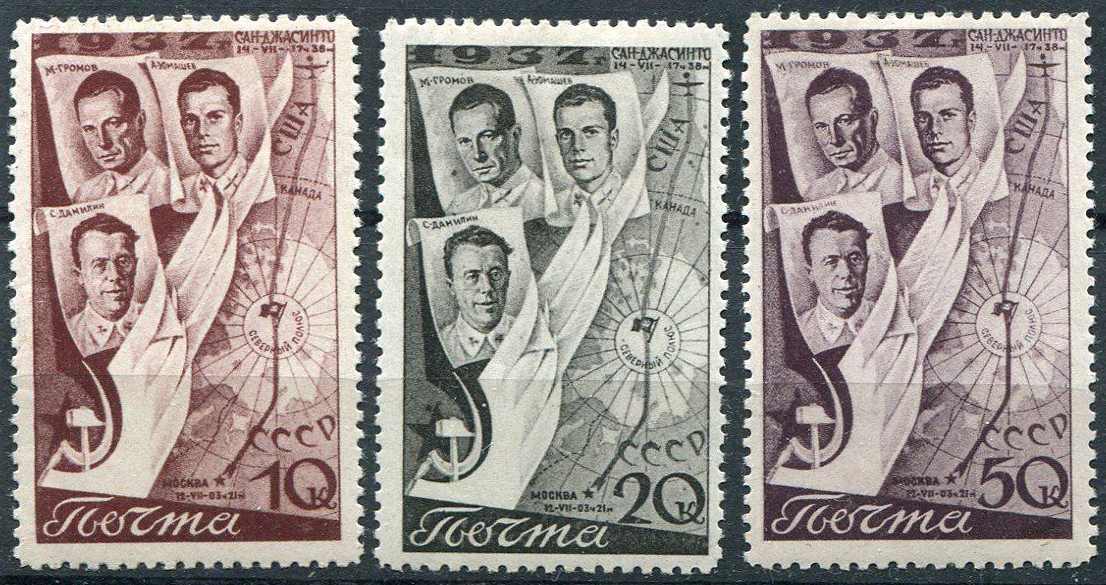
М. Громов, А. Юмашев и С. Данилин на серии почтовых марок (СССР, 1938 год)
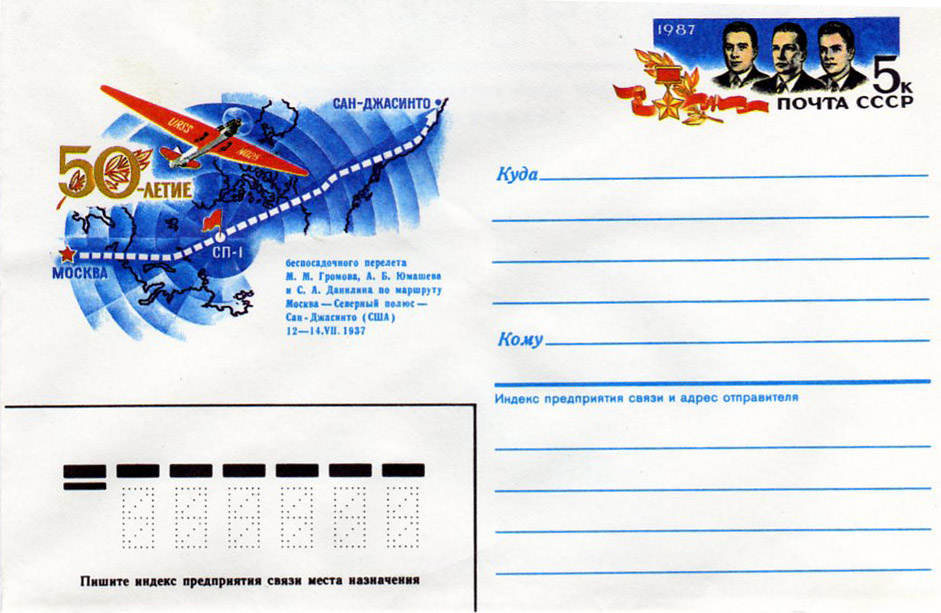
Конверт, посвящённый 50-летию перелёта (СССР, 1987 год)

## Сочинения
- Юмашев А.Б. Рекорд дальности. — Москва: Крук, 2002. — 172 с. — ISBN 5-901838-09-2.